# Chế độ độc tài quân sự
Chế độ độc tài quân sự là một hình thức của độc tài do một lực lượng quân sự gây sự kiểm soát hoàn toàn hoặc đáng kể đối với dân quyền, mà trong đó nhà độc tài thường là một sĩ quan cấp cao trong lực lượng quân đội.
Một chế độ độc tài quân sự thường xem chính nó như là cách để cứu quốc gia khỏi các chính trị gia độc đoán, tham nhũng, một chế độ độc tài quân sự biện minh cho vị trí của mình là trọng tài "trung lập" trên cơ sở thành viên của họ trong lực lượng vũ trang. Ví dụ, nhiều người đảo chính quân sự áp dụng các tiêu đề như "Ủy ban phục hồi quốc gia", hoặc "Ủy ban giải phóng quốc gia". Các nhà lãnh đạo quân sự thường cai trị như một Lực lượng đảo chính quân sự và chọn một trong số họ là một người đứng đầu.
Đôi khi chế độ độc tài quân sự được gọi là khakistocracy. Thuật ngữ này là một từ ghép từ kaki và kakistocracy đề cập đến quần kaki, màu sắc ngụy trang tan-màu xanh lá cây thường được sử dụng trong hầu hết các đồng phục quân đội hiện đại.

## Sáng tạo và tiến hóa
Hầu hết các chế độ độc tài quân sự được hình thành từ một cuộc đảo chính lật đổ chính phủ trước đó.
Các chế độ độc tài quân sự có thể dần dần khôi phục lại các thành phần quan trọng của chính phủ dân sự trong khi chỉ huy quân sự cấp cao vẫn duy trì quyền hành chính trị. Ở Pakistan, các tướng cầm quyền Muhammad Zia-ul-Haq (1977–1988) và Pervez Musharraf (1999–2008) đã tổ chức trưng cầu dân ý để tự bầu Tổng thống Pakistan về các điều khoản bổ sung bị cấm theo hiến pháp.

## Sự biện minh
Trong quá khứ, các cuộc chính phủ quân quyền(military juntas) đã biện minh cho sự cai trị của họ như là một cuộc cách mạng mang lại sự ổn định chính trị cho đất nước hoặc giải cứu nó khỏi sự đe dọa của "những ý thức hệ nguy hiểm ". Ví dụ ở châu Mỹ Latinh, châu Phi và châu Á, mối đe dọa của chủ nghĩa cộng sản thường được sử dụng. Các chế độ quân sự có xu hướng tự nhận không theo đảng phái, như một đảng "trung lập" có thể lãnh đạo tạm thời trong thời kỳ hỗn loạn, và thường có xu hướng miêu tả các chính trị gia dân sự tham nhũng và không hiệu quả. Một trong những đặc điểm chung của một chính phủ quân sự là ban hành thiết quân luật hoặc tình trạng khẩn cấp vĩnh viễn.

## Các trường hợp hiện tại
| Quốc gia     | Trước kia                                                  | Chế độ độc tài quân sự được thông qua | Sau sự kiện                     |
| ------------ | ---------------------------------------------------------- | ------------------------------------- | ------------------------------- |
| Sudan        | Chính phủ quân sự chuyển tiếp                              | 11 tháng 4, 2019                      | Đảo chính Sudan 2019            |
| Mali         | Chính phủ lâm thời đơn nhất bán tổng thống chế             | 19 tháng 8, 2020                      | Đảo chính Mali 2020             |
| Myanmar      | Chính phủ lâm thời đại nghị đơn nhất dưới chế độ quân quản | 1 tháng 2, 2021                       | Đảo chính Myanmar 2021          |
| Tchad        | Đơn nhất dưới chế độ quân quản                             | 20 tháng 4, 2021                      | Cuộc tấn công Bắc Chad năm 2021 |
| Guinea       | Đơn nhất Tổng thống chế dưới chế độ quân quản              | 5 tháng 9, 2021                       | Đảo chính Guinea 2021           |
| Burkina Faso | Đơn nhất Bán tổng thống dưới chế độ quân quản              | 24 tháng 1, 2022                      | Đảo chính Burkina Faso 2022     |

## Các trường hợp trước đây

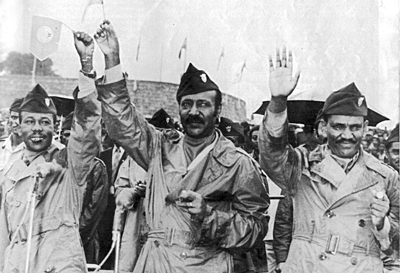
Mengistu Haile Mariam, Aman Mikael Andom và Atnafu Abate, lãnh đạo của Ethiopian military junta

### Châu Phi
1. Algérie (1965–1976; 1992–1994; 2011)
2. Bénin (1963–1964; 1965–1968; 1969–1970; 1972–1975)
3. Burkina Faso (1966–2015)
4. Burundi (1966–1974; 1976–1979; 1987–1992)
5. Cộng hòa Trung Phi (1966–1979; 1981–1986; 2003–2005; 2013–2014)
6. Chad (1975–1979; 1982–1989)
7. Ciskei (1990–1994)
8. Comoros (1999–2002)
9. Cộng hòa Dân chủ Congo (1965–1971; 1971–1997)
10. Cộng hòa Congo (1968–1969; 1977–1979)
11. Bờ Biển Ngà (1999–2000)
12. Ai Cập (1953–1956; 2011–2012; 2013–2015)
13. Equatorial Guinea (1979–1987)
14. Ethiopia (1974–1987; 2016–2017; 2018)
15. The Gambia (1994–1996)
16. Ghana (1966–1969; 1972–1975; 1975–1979; 1981–1993)
17. Guinea (1984–1990; 2008–2010)
18. Guinea-Bissau (1980–1984; 1999; 2003; 2012)
19. Lesotho (1986–1993, 2014)
20. Liberia (1980–1986, 1990–1997, 2003–2006)
21. Libya (1969–1977; 1977–2011)
22. Madagascar (1972–1976)
23. Mali (1968–1992; 2012; 2020-nay)
24. Mauritania (1978–1979; 1979–1992; 2005–2007; 2008–2009)
25. Niger (1974–1989; 1996; 1999; 2010–2011)
26. Nigeria (1966–1975; 1975–1979; 1983–1985; 1985–1993; 1993–1998; 1998–1999)
27. Rwanda (1973–1975)
28. Sao Tome and Principe (1995; 2003)
29. Sierra Leone (1967–1968; 1992–1996; 1997–1998)
30. Somalia (1969–1976; 1980–1991)
31. Sudan (1958–1964; 1969–1971; 1985–1986; 1989–1993; 2019-nay)
32. Togo (1967–1979)
33. Bản mẫu:Country data Transkei (1987–1994)
34. Uganda (1971–1979; 1985–1986)
35. Bản mẫu:Country data Venda (1990–1994)
36. Zimbabwe (2017–2018)

### Bắc & Trung Mỹ
1. Costa Rica (1868–1870; 1876–1882; 1917–1919)
2. Cuba (1933; 1952–1959)
3. Cộng hòa Dominican (1899; 1930–1961; 1963–1966)
4. El Salvador (1885–1911; 1931–1982)
5. Guatemala (1944–1945; 1954–1957; 1957–1966; 1970–1986)
6. Haiti (1950–1956; 1956–1957; 1986–1990; 1991–1994)
7. Honduras (1956–1957; 1963–1971; 1972–1982; 2009–2010)
8. México (1876; 1877–1880; 1884–1911)
9. Nicaragua (1937–1956; 1967–1979)
10. Panama (1903–1904; 1968–1989)

### Nam Mỹ
1. Argentina (1930–1932; 1943–1946; 1955–1958; 1966–1973; 1976–1983)
2. Bolivia (1839–1843; 1848; 1857–1861; 1861; 1864–1872; 1876–1879; 1899; 1920–1921; 1930–1931; 1936–1940; 1946–1947; 1951–1952; 1964–1966; 1970–1979; 1980–1982)
3. Brazil (1889–1894; 1930; 1964–1985)
4. Chile (1924–1925; 1925; 1932; 1973–1990)
5. Colombia (1953–1958)
6. Ecuador (1876–1883; 1935–1938; 1947; 1963–1966; 1972–1979)
7. Paraguay (1940–1948; 1954–1989)
8. Peru (1842–1844; 1865–1867; 1872; 1879–1881; 1914–1915; 1930–1939; 1948–1956; 1962–1963; 1968–1980; 1992–2000)
9. Suriname (1980–1988)
10. Uruguay (1865–1868; 1876–1879; 1933–1938; 1973–1985)
11. Venezuela (1858–1859; 1859–1861; 1861–1863; 1908–1913; 1922–1929; 1931–1935; 1948–1958)

### Châu Á
1. Bangladesh (1975–1981; 1982–1990)
2. Brunei (1962)
3. Myanmar (1962–1974; 1988–2011, 2021-nay)
4. Cộng hòa Khmer (1970–1975)
5. Indonesia (1967–1998)
6. Iran (1953–1957; 1978–1979; 1999–2005)
7. Iraq (1933–1935; 1937–1938; 1949–1950; 1952–1953; 1958–1963; 1963–1979)
8. Đế quốc Nhật Bản (1940–1945)
9. Hàn Quốc (1961–1963, 1980)
10. Vương quốc Lào (1959–1960; 1964)
11. Maldives (1988-1989)
12. Pakistan (1958–1971; 1977–1988; 1999–2008)
13. Philippines (1898, 1972–1981)
14. Syria (1949; 1951–1954; 1961–1972)
15. Trung Hoa Dân Quốc (1927–1949)/Republic of China (Taiwan) (1949–1987)
16. Thái Lan (1933; 1947–1948; 1951; 1957; 1958–1969; 1971–1973; 1976–1979; 1991–1992; 2006–2008; 2014–2019)
17. Việt Nam Cộng hòa (1963–1967)
18. Bắc Yemen (1962–1967; 1974–1982)

### Châu Âu
1. Vương quốc Bulgaria (1934–1935; 1944–1946)
2. Pháp (1870–1871;1804-1815)
3. Đế chế Đức (1916–1918)
4. Greece (1925–1926; 1967–1974)
5. Ba Lan (1926–1935; 1981–1983)
6. Bồ Đào Nha (1926–1933)
7. Vương quốc România (1940–1944)
8. Đế quốc Nga (1918–1920)
9. San Marino (1957)
10. Tây Ban Nha (1923–1930; 1936–1975)
11. Thổ Nhĩ Kỳ (1960–1961; 1971–1973; 1980–1983)
12. Ukraina (1918)
13. SFR Yugoslavia (1945–1980; 1991–1992)

### Châu Đại Dương
Fiji (1987–1999; 2006–2014)